# Mount Antoine
Mount Antoine är ett berg i Kanada.   Det ligger i provinsen Ontario, i den sydöstra delen av landet, 260 km väster om huvudstaden Ottawa. Toppen på Mount Antoine är 630 meter över havet. Mount Antoine ligger vid sjön Boom Lake.
Terrängen runt Mount Antoine är varierad. Mount Antoine är den högsta punkten i trakten. Trakten runt Mount Antoine är nära nog obefolkad, med mindre än två invånare per kvadratkilometer.. Närmaste större samhälle är Mattawa, 6,0 km sydost om Mount Antoine. 
I omgivningarna runt Mount Antoine växer i huvudsak blandskog.